# 문화 의존 증후군
문화 의존 증후군(culture-bound syndrome), 문화권증후군, 문화 특이적 증후군 또는 민간 질환(folk illness)은 의학 및 의료인류학에서 특정 사회 또는 문화 내에서만 인식할 수 있는 질병으로 간주되는 정신과 및 신체 증상의 조합이다. 신체 기관이나 기능의 객관적인 생화학적 또는 구조적 변화는 알려진 바 없으며, 이 질병은 다른 문화권에서는 인식되지 않는다. 문화의존증후군이라는 용어는 정신 장애 진단 및 통계 매뉴얼(American Psychiatric Association, 1994)의 제4판에 포함되었으며, 여기에는 가장 일반적인 문화 관련 질환 목록도 포함되어 있다(DSM-IV: 부록 I). ICD-10(V장)의 틀에 대응하는 것은 연구 진단 기준의 부록 2에 정의된 문화특이성 장애이다.
보다 광범위하게 암시에 의해 특정 문화 내의 특정 행동 패턴에 기인할 수 있는 풍토병은 잠재적인 행동 전염병이라고 할 수 있다. 약물 사용이나 알코올 및 흡연 남용의 경우와 마찬가지로 전파는 공동 강화 및 개인 간 상호 작용에 의해 결정될 수 있다. 병인학적 관점에서, 질병에 대한 배양의 인과적 기여를 독성과 같은 다른 환경적 요인과 구별하는 것은 어려울 수 있다.

## 같이 보기
- 비교문화심리학
- 무도광
- 집단 심인성 질환
- 히키코모리
- 의료인류학
- 신경쇠약
- 하쿠인 에카쿠